# Нойхоф (Буркау)

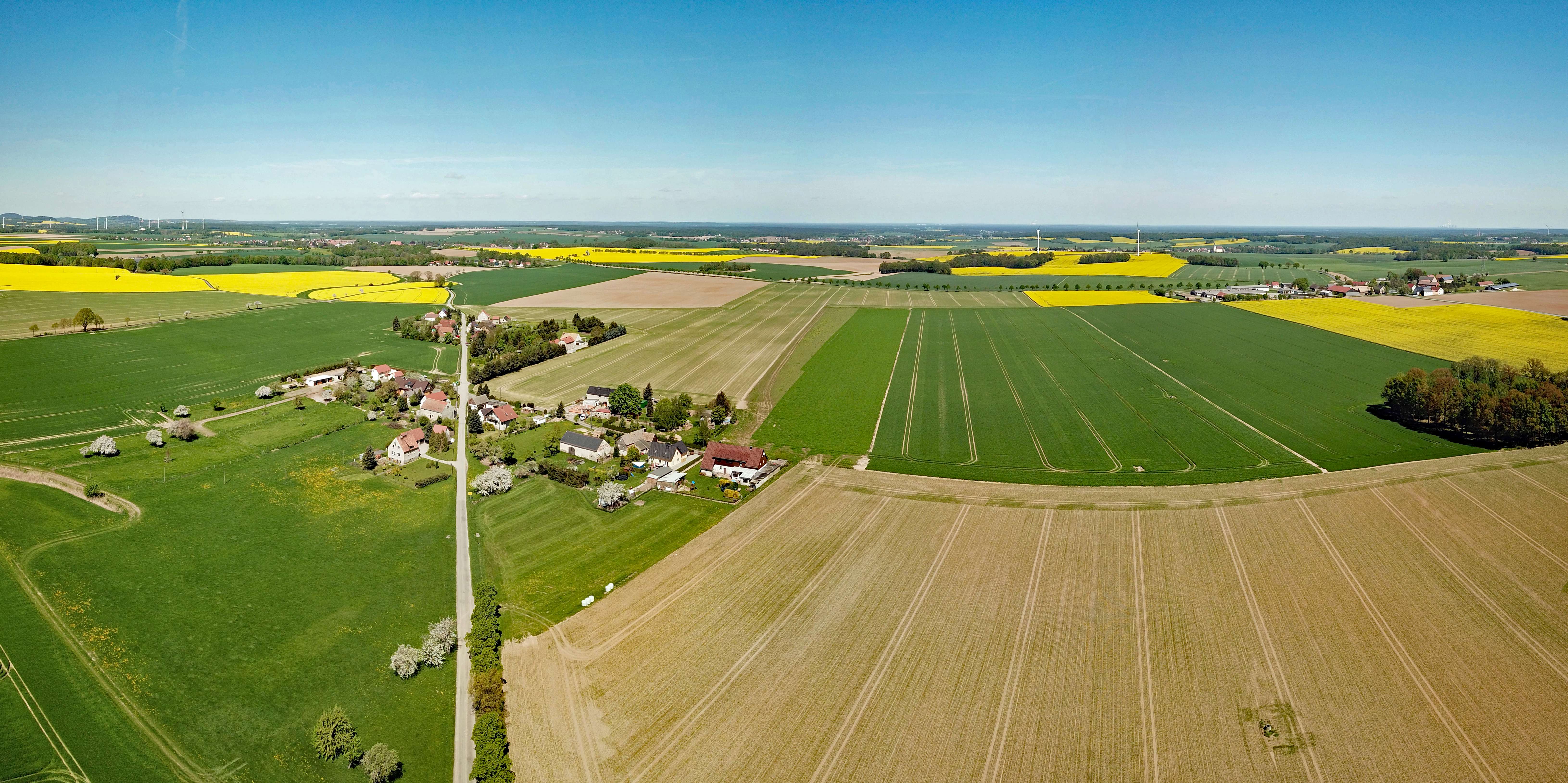

Но́йхоф или Но́вы-Двор (нем. Neuhof; в.-луж. Nowy Dwór) — деревня в Верхней Лужице, Германия. Входит в состав коммуны Буркау района Баутцен в земле Саксония. Подчиняется административному округу Дрезден.
Единственный сельский населённый пункт коммуны Буркау, входящий в официальную Лужицкую поселенческую область.

## География
Находится примерно в 15 километрах западнее Будишина, в 11 километрах западнее от Каменца и в пяти километрах северо-восточнее от административного центра коммуны Буркау.
Соседние населённые пункты: на северо-востоке — деревня Зейицы коммуны Паншвиц-Кукау, на востоке — деревня Часецы коммуны Паншвиц-Кукау, на юго-востоке — деревня Малы-Восык, на юге — Йедлицы и на северо-востоке — деревни Канецы и Свинярня коммуны Паншвиц-Кукау.

## История
Впервые упоминается в 1519 году под наименованием zum Nawenhofe.
До 1957 года входила в состав коммуны Кляйнхенхен. С 1957 года входит в современную коммуну Буркау.
В настоящее время деревня входит в состав культурно-территориальной автономии «Лужицкая поселенческая область», на территории которой действуют законодательные акты земель Саксонии и Бранденбурга, содействующие сохранению лужицких языков и культуры лужичан.
Исторические немецкие наименования:
- zum Nawenhofe, 1519
- Newnhoffen im Bautzenischen Lande, 1533
- zum Neuenhofe, 1572
- Neuhof, 1834
- Neuhof b. Kamenz, 1875

## Население
Официальным языком в населённом пункте, помимо немецкого, является также верхнелужицкий язык.
Согласно статистическому сочинению «Dodawki k statisticy a etnografiji łužickich Serbow» Арношта Муки в 1884 году в деревне проживало 90 человек (из них — 73 серболужичанина (81 %)).
| 1871 | 1890 | 1910 | 2011 |
| ---- | ---- | ---- | ---- |
| 67   | 96   | 99   | 35   |

## Достопримечательности
Памятники культуры и истории земли Саксония
- Конюшня и сарай, соединенные аркой с оригинальным внутренним двором, ул. Am Schloß 1, 1750 год (№ 09289456);
- Конюшня, ул. Feldweg 4, первая половина XIX века (№ 09289457).